# Campodimele
Campodimele è un comune italiano di 552 abitanti della provincia di Latina nel Lazio. Fa parte del circuito dei borghi più belli d'Italia.

## Geografia fisica

### Territorio
Situato sulla cima di un ripido colle di origine carsica, circondato da colline boscose e montagne brulle, sulle estreme propaggini dei monti Ausoni, dove questi si saldano con la catena degli Aurunci.

### Clima
Classificazione climatica: zona E, 2265 GR/G

## Storia
L'origine dell'abitato viene attribuita da un'obsoleta tradizione settecentesca ai superstiti dell'antica città latina di Apiolae, ricordata da Plinio il Vecchio (Nat. Hist. III, 5) e Tito Livio (1, 5) come conquistata e distrutta nel VI secolo a.C. da Tarquinio Prisco, quinto re di Roma. Va considerata del tutto infondata anche l'ipotesi secondo cui il nome di Apiolae sarebbe etimologicamente derivato da "api", per cui si sarebbe stato trasformato in Campus Mellis, ovvero "Campo di Miele".
Le prime notizie certe di un centro abitato e fortificato con questo nome dal 1072, quando i conti di Fondi donarono i loro beni, tra cui “Campo de Melle” ed il convento di Sant'Onofrio, al monastero di Montecassino; per cui nel 1087 l'abate Desiderio, divenuto in seguito papa Vittore III, fece scolpire sul portale della basilica, tuttora esistente, il nome di ”S. Onophrius de Campo de Melle”, insieme a quello di tutti gli altri possedimenti acquisiti dalla “Terra Sancti Benedicti". Nel 1158 in una bolla di papa Adriano IV Campodimele è citato tra i paesi che dovevano “rimanere in perpetuo" nella diocesi di Gaeta.
Il castrum di Campodimele fece parte del Ducato di Fondi fino al 1140, anno in cui fu inquadrato nella Contea di Fondi, feudo della famiglia normanna Dell'Aquila. Nel 1298 passò alla famiglia Caetani e nel 1384 Onorato I assunse l'amministrazione per conto di Luigi II d'Angiò. Il paese era compreso nella provincia di Terra di Lavoro.
Nel 1497, il territorio dell'intera contea di Fondi fu concesso dal re di Napoli al generale Prospero Colonna quale ricompensa per la fedeltà da lui dimostrata.
All'inizio del XVII secolo il paese, già dominio dei Gonzaga, divenne proprietà dei Carafa di Stigliano e nel 1647 fu acquistato da donna Maddalena Miroballo, moglie di Troiano, "per impetrar il titolo sopra detta terra". Donna Maddalena nel 1674 rivendette il feudo ai Carafa per 5000 ducati, ma la famiglia Miroballo continuò a portare  e trasmise agli eredi il titolo di "duca di Campomele". Alla morte dell'ultimo erede dei principi di Stigliano, il più ricco feudatario del Regno di Napoli, nel 1689, tutto il comprensorio della contea di Fondi fu devoluto al fisco, e il re lo donò nel 1690 alla famiglia austriaca Mansfeld con il titolo di principe. Nel 1721 ritroviamo Campodimele tra i feudi della famiglia Di Sangro, che acquisì il titolo di principe di Fondi.
In seguito all'abolizione nel 1806 del sistema feudale, Campodimele fu inserita nel nuovo ordinamento comunale.
Durante l'epoca borbonica, Ferdinando II usava sostarvi per visitare i vicini santuari della Madonna della Civita (Itri), di Sant'Onofrio e di San Michele Arcangelo. Il re si occupò del miglioramento dei collegamenti stradali tra i comuni di Itri e Campodimele, Pico ed altri, e della costruzione di nuove chiese, venendo personalmente ad inaugurare i lavori.
Caduto il Regno delle Due Sicilie e realizzata l'Unità d'Italia, Campodimele, riconfermato comune autonomo, fece parte del mandamento di Fondi, del circondario di Gaeta e della provincia di Terra di Lavoro, con capoluogo Capua prima e Caserta dopo. Nel 1927, entrò a far parte della provincia di Roma sino al 1934, anno in cui fu istituita l'attuale Provincia di Latina.

### La condizione del paese e degli abitanti nel XVII secolo
In quel tempo, sulla base di una precisa descrizione fattane nell'Apprezzo del 1690, Campodimele era una "terra murata" circondata da "dodici torrioni a l'antica de figura quasi circolare" e il governo del comune era affidato a un giudice, un "sindico" e otto consiglieri. Vi era una chiesa principale con otto altari, inoltre quattro cappelle, di cui due con “ospedale”. Sulle condizioni degli abitanti: “In detta terra non vi sono persone facoltose, né medico, né spetiale di medicina, né manuale, né vi è nessuno artista, solo vi è uno barbiero; non vi è nessuna sorte di boteche e quello li bisogna si servono dalle terre convecine. Sono tutti poveri e si esercitano a coltivare li campi et altri esercizi foresi, et le donne agiutano li loro mariti; et vestono generalmente tutti di lana e dormono quasi tutti sopra pagliaricci; et lo grano che produce il territorio lo vendono per pagare li pesi, e mangiano la maggior parte dell'anno pane di grano  d'India e miglio”.
Gli abitanti erano circa ottocento, come oggi, se si considera che furono tassati per circa 150 “fuochi”, ovvero famiglie, all'epoca numerose e comprensive di servi e lavoranti.
Secondo un documento del 1701, le rendite feudali e burgensatiche, nette di spese e di “adoa”, erano di ducati 173 e tari 3.

### Il brigantaggio
Il territorio di Campodimele fu percorso dai briganti, favoriti dai fitti boschi che permettevano il nascondiglio e la fuga verso la cosiddetta "Terra di Nessuno" al confine tra il Regno di Napoli e lo Stato Pontificio. Esiste tuttora, presso la località di Campolevole (“Campo della lepre”), sul confine con il comune di Esperia, la “serra dei briganti” (o “cisterna dei ladri”), un picco sulla cresta del monte Mandrone circondato da una fitta boscaglia, nel quale i fuorilegge del tempo realizzarono una fortificazione circolare con muri di pietre a secco, del diametro di circa sei metri, dalla quale era possibile dominare il pianoro sottostante ed organizzare una difesa. Inoltre, sul crinale del monte Fontanino, al confine con il territorio del comune di Pico, vi è una profonda caverna chiamata la “tana di Garofalo”, dal nome di un celebre capobanda. Esiste anche un monte Sant'Olivo, che ricorda altro noto brigante.
Tra i fuorilegge che percorsero il territorio si ricordano Antonio Gasbarrone di Sonnino, Alessandro Massaroni di Vallecorsa, Gaetano Mammone di Sora, Angelo Ferro di Sant'Oliva e Michele Pezza di Itri, più noto come “Fra Diavolo".
Sul ceppo di questo preesistente fenomeno malavitoso si innestarono le formazioni pseudo-politiche all'indomani della resa di Gaeta: il 13 maggio 1861, un gruppo di briganti nostalgici, capeggiato da Luigi Alonzi di Sora, detto Chiavone, arrivò, in nome del lealismo borbonico, ad invadere Campodimele, Lenola e Monte San Biagio. A Campodimele i briganti devastarono il comune, togliendo dalle pareti i ritratti di Vittorio Emanuele II e di Garibaldi per sostituirli con quelli di Francesco II e di Maria Sofia, dichiararono decaduto il nuovo regno unitario e ripristinarono quello borbonico.
Il fenomeno del brigantaggio, organizzato sui monti Ausoni, Aurunci e Lepini, assunse dimensioni talmente gravi che l'esercito italiano non andò tanto per il sottile nella sua azione repressiva: basti considerare che in un solo semestre del 1861 furono catturati, uccisi in scontri a fuoco o fucilati, 278 briganti. Molti di questi, comunque, erano in perfetta buona fede, molti altri, invece, si vestivano dei panni legittimisti per fini strettamente personali. Anche qualche campomelano si trovò coinvolto nel brigantaggio, come dimostra l'arresto avvenuto ad Isoletta di certo “Falora Michele fu Giuseppe di Campo di Mele, di anni 37”, che nel telegramma inviato al Prefetto di Sora in data 27 ottobre 1863 risulta consegnato dalla “truppa francese al nostro Comando Militare della zona, per l'immediata traduzione al Tribunale di Gaeta”.
A parte le scorrerie nel territorio di altre bande di briganti legittimiste (tra le quali quelle di Giuseppe Antonio Conte di Fondi e di Francesco Piazza di Mola (Formia), detto Cuccitto), Campodimele fu spesso rifugio del capobanda Pietro Garofalo e della sua “druda” (la compagna); questi usavano vari nascondigli sia nell'abitato che sulle montagne circostanti ed erano accompagnati da numerosi accoliti. La Guardia Nazionale, guidata dal sindaco di Campodimele, il 2 maggio 1868, riuscì ad arrestare il brigante Giuseppe Cutrozzola da Messina, facente parte della banda, mentre il capo e la sua donna furono invece catturati dai Carabinieri nella notte del 30 marzo 1869, dopo un conflitto a fuoco e una dura colluttazione, in una casa del borgo medioevale.

### La seconda guerra mondiale
Dopo l'armistizio dell'8 settembre 1943 la tedesca linea Gustav, che doveva arrestare l'avanzata delle truppe alleate, passava proprio attraverso il territorio del paese, consentendo dalle sue alture il controllo della Valle del Liri e delle vie di comunicazione tra il mar Tirreno e l'entroterra frusinate. Questa situazione comportò, il 10 gennaio 1944, la deportazione di settecento abitanti (su 1400) e poi i soprusi, le miserie, i bombardamenti che caratterizzarono il “fronte di Cassino” (fu distrutto il monastero di Sant'Onofrio). Infine le violenze e gli stupri da parte dei marocchini del Corpo di Spedizione Francese, che con gli anglo-americani conquistarono Monte Faggeto e quindi Campodimele tra il 18 e 20 maggio dello stesso anno. Questi episodi offrirono lo spunto per il famoso romanzo “La Ciociara” di Alberto Moravia, il quale in quel triste periodo bellico era sfollato proprio su un monte tra Fondi e Campodimele.

## Monumenti e luoghi d'interesse
Il borgo si presenta nel suo insieme con una struttura architettonica a forma circolare omogenea e compatta, dominato dal campanile della chiesa parrocchiale. Le abitazioni si assestano intorno alla viabilità interna degradando verso il basso a forma di cono dove la cinta muraria ne costituisce la base. La circolazione nel centro storico è esclusivamente pedonale su strade e gradinate.

### Architetture religiose
Il monastero di Sant'Onofrio
Sant'Onofrio, santo anacoreta, è patrono e protettore di Campodimele, insieme ai compatroni san Rocco e san Michele Arcangelo.
La fondazione del monastero di Sant'Onofrio risale all'XI secolo, ad opera dell'attivissimo abate Desiderio di Montecassino, che ne affidò l'esecuzione materiale al priore Gerardo di Pico. Costruito originariamente in zona isolata, era composto dalla chiesa, a navata unica, con annessa una serie di camerette che fungevano da alloggi a servizio dell'eremo.
Distrutto in parte durante la Seconda guerra mondiale, è stato restaurato e ricostruito nella parte diroccata negli anni ottanta. Oggi è meta di pellegrini e comitive di visitatori.
Chiesa di San Michele Arcangelo
La chiesa parrocchiale di San Michele Arcangelo si erge nel punto più alto del paese, in piazza Capocastello, centro del nucleo storico, raggiungibile solo a piedi.
Venne costruita forse sulle rovine di un preesistente tempio pagano nell'XI secolo ed era originariamente nota come Chiesa di Sant'Angelo, come veniva in origine semplificato il nome di San Michele Arcangelo (si veda l'analogo caso della chiesa di San Michele Arcangelo di Sermoneta, anch'essa nota tradizionalmente come "Sant'Angelo", o lo stesso caso di Castel Sant'Angelo a Roma).
Danneggiata da un terremoto, venne chiusa al culto e quindi restaurata nel 1939.
In essa sono custoditi i resti di un pregevole tabernacolo marmoreo della scuola di Tommaso Malvito (artista operante a Napoli tra la fine del XV e gli inizi del XVI secolo), e il pannello centrale di un trittico firmato dal pittore Gabriele da Feltre, che reca la data del 1578. Agli inizi del Novecento la statua lignea che rappresenta Sant'Onofrio succintamente vestito vi venne trasferita dall'omonimo monastero.
Il Comune e la Provincia hanno dotato la chiesa di un portale di bronzo.
Altre chiese
- Chiesa dell'Annunziata (attualmente sconsacrata, XIII secolo);
- Cappella della Madonna delle Grazie (XVI secolo);
- Chiesetta della Madonna del Rosario (costruita nel dopoguerra).

### Architetture militari
La cinta muraria
La cinta muraria, dotata di dodici torri, fu costruita nell'XI secolo, quale fortificazione a difesa della strada Civita Farnese (l'attuale statale della Valle del Liri), che si ricollegava con la via Appia all'altezza di Itri, percorsa dalle truppe borboniche per raggiungere Isoletta frazione di Arce, al confine del Regno delle Due Sicilie con lo Stato Pontificio.
Il luogo conserva l'aspetto medioevale ed ha ricevuto un importante restauro conservativo negli anni Novanta, con la sistemazione dell'antico camminamento esterno alle mura, divenuto una suggestiva passeggiata.

### Aree naturali
- Parco naturale dei Monti Aurunci
- Nel territorio sono stati attrezzati 25 km di sentieri nel bosco ed è presente un centro di allevamento di cervi, daini e caprioli allo stato brado per la conservazione della specie.
- Dalla località Crocette con un sentiero indicato da un cartello del parco si raggiunge il Monte Le Vele.

### Altro
- Monumento ai Caduti di guerra;
- Monumento all'Emigrante, mosaico di Giovanni Repossi;
- Monumento a san Pio da Pietrelcina. Opera in bronzo dello scultore Salvatore Incorpora di Catania;
- Mosaico in maiolica di Laura Supino, riproduzione dell'affresco del XVI secolo di Egnazio Danti in Vaticano;
- Monumento al pastore. Opera in bronzo dello scultore Salvatore Incorpora di Catania;
- Lapide in memoria del miracolo compiuto nel 1858 da san Paolo della Croce in favore di Rosa D'Alena;
- Varie lapidi commemorative in luoghi diversi del territorio in memoria delle missioni dei Passionisti;
- Lapidi commemorative di eventi bellici e di concessione della Medaglia al Merito di Guerra al Gonfalone.

## Società

### Evoluzione demografica
Abitanti censiti

#### Emigrazione
Dopo le devastazioni della seconda guerra mondiale molte famiglie decisero di emigrare in Inghilterra, in Brasile e soprattutto nel Canada, ove altri compaesani e ciociari li avevano preceduti.
Il fenomeno dell'emigrazione si attenuò gradualmente, ma i residenti continuarono a ridursi e divennero pressanti le emergenze dovute alla crisi economica, all'abbandono delle terre ed alla disoccupazione. Si tentò di ovviare alla diminuzione degli abitanti con varie iniziative che tuttavia non ebbero buon esito.
Contemporaneamente le decine di famiglie giunte in Canada da Campodimele si sono moltiplicate, superando le duemila unità nella sola Toronto e nel 1976 si è costituito in quella città il “Campodimele Social Club”, con circa mille iscritti, con lo scopo di riaffermare le tradizioni del paese di origine, rafforzare i vincoli con i cittadini della madrepatria e dare vigore alla devozione per Sant'Onofrio. Diverse famiglie hanno fatto fortuna e molti ritornano ogni anno al paese d'origine, in particolare nel mese di agosto.

### Qualità della vita
La longevità degli abitanti di Campodimele rispetto alla vita media in Italia (77 anni per gli uomini e 84 per le donne) fu oggetto a partire dal 1985 di una ricerca dell'Organizzazione Mondiale della Sanità, nell'ambito del "progetto Monica": la ricerca accertò che tra i primi fattori era il tasso di colesterolo degli abitanti, inferiore del 50% rispetto alla media nazionale, e la loro bassa pressione arteriosa. Altre ricerche (Pietro Cugini, cattedra di Semeiotica della II Clinica medica dell'Università la Sapienza di Roma) avevano già accertato la pari possibilità per entrambi i sessi.
L'interesse mediatico per la notizia determinò un forte incremento turistico e tuttora il paese è meta di studiosi e ricercatori per l'individuazione dei fattori che favoriscono tale longevità.

## Cultura

### Istruzione

#### Biblioteche
La biblioteca è utilizzata nei mesi estivi, anche come galleria per esposizioni d'arte, personali o collettive di pittura, scultura, fotografia ed oggetti di artigianato.

### Teatro
Il comune dispone di un teatro all'aperto (tipo anfiteatro) con circa 1000 posti a sedere; una sala multimediale con 600 posti a sedere;

## Economia
Di seguito la tabella storica elaborata dall'Istat a tema Unità locali, intesa come numero di imprese attive, ed addetti, intesi come numero addetti delle unità locali delle imprese attive (valori medi annui).
|             | 2015                  |                              |                            |                |                       |                     | 2014                  |                | 2013                  |                |
| ----------- | --------------------- | ---------------------------- | -------------------------- | -------------- | --------------------- | ------------------- | --------------------- | -------------- | --------------------- | -------------- |
|             | Numero imprese attive | % Provinciale Imprese attive | % Regionale Imprese attive | Numero addetti | % Provinciale Addetti | % Regionale Addetti | Numero imprese attive | Numero addetti | Numero imprese attive | Numero addetti |
| Campodimele | 24                    | 0,06%                        | 0,01%                      | 50             | 0,04%                 | 0,003%              | 23                    | 46             | 29                    | 41             |
| Latina      | 39.304                |                              | 8,43%                      | 122.198        |                       | 7,75%               | 39.446                | 120.897        | 39.915                | 123.310        |
| Lazio       | 455.591               |                              |                            | 1.539.359      |                       |                     | 457.686               | 1.510.459      | 464.094               | 1.525.471      |

Nel 2015 le 24 imprese operanti nel territorio comunale, che rappresentavano lo 0,06% del totale provinciale (39.304 imprese attive), hanno occupato 50 addetti, lo 0,04% del dato provinciale (122.198 addetti); in media, ogni impresa nel 2015 ha occupato due persone (2,08).

### Agricoltura
Produzioni agro-alimentari tipiche sono:
- Cicerchia di Campodimele
- Scalogno (a carattere familiare);
- Legumi in genere;
- Olio di Oliva (senza uso di fertilizzanti)[senza fonte]

## Infrastrutture e trasporti

### Strade
Il borgo è accessibile da una sola strada carrabile, che si diparte dalla statale della Valle del Liri (SS.82). Una seconda strada, recentemente asfaltata, si stacca dalla statale in località Taverna verso il monastero di Sant'Onofrio e da questa una diramazione sale verso il paese dai pressi del "Ponte delle Streghe".

## Amministrazione
Nel 1934 passa dalla provincia di Roma, alla nuova provincia di Littoria, costituita dal governo fascista dell'epoca.
| Periodo         | Periodo         | Primo cittadino          | Partito      | Carica                   | Note  |
| --------------- | --------------- | ------------------------ | ------------ | ------------------------ | ----- |
| 28 maggio 1989  | 12 giugno 1994  | Francesco Paolo Zannella | DC           | Sindaco                  |       |
| 12 giugno 1994  | 24 maggio 1998  | Francesco Paolo Zannella | PPI          | Sindaco                  |       |
| 24 maggio 1998  | 26 maggio 2002  | Francesco Paolo Zannella | lista civica | Sindaco                  |       |
| 26 maggio 2002  | 27 maggio 2007  | Aldo Lisetti             | lista civica | Sindaco                  |       |
| 27 maggio 2007  | 18 ottobre 2007 | Francesco Paolo Zannella | lista civica | Sindaco                  | [ 7 ] |
| 18 ottobre 2007 | 13 aprile 2008  | Alessandro Grossi        | lista civica | Sindaco facente funzioni |       |
| 13 aprile 2008  | 26 maggio 2013  | Roberto Zannella         | lista civica | Sindaco                  |       |
| 26 maggio 2013  | 10 giugno 2018  | Roberto Zannella         | lista civica | Sindaco                  |       |
| 10 giugno 2018  | 15 maggio 2023  | Roberto Zannella         | lista civica | Sindaco                  |       |
| 15 maggio 2023  | in carica       | Tommaso Grossi           | lista civica | Sindaco                  |       |

### Altre informazioni amministrative
- Fa parte della Comunità montana degli Aurunci e Ausoni e del Parco Naturale Regionale dei Monti Aurunci.